# Rodrigo Fernández-Carvajal
Rodrigo Fernández-Carvajal González (Gijón, Asturias, 27 de junio de 1924-Madrid, 28 de junio de 1997) fue un jurista y Catedrático de Derecho Político español. Desde 1994 fue miembro de la Real Academia de Ciencias Morales y Políticas.

## Biografía
Nació en Gijón el 27 de junio de 1924. Era sobrino del civilista Jerónimo González, fundador de la Revista Crítica de Derecho Inmobiliario. Tras cursar el bachillerato en Gijón, comenzó a estudiar Derecho en la Universidad de Oviedo, carrera que finalizó en la Universidad Central de Madrid, donde obtuvo el doctorado. Se licenció también en la Facultad de Ciencias Políticas y Económicas en Madrid.
Completó sus estudios en Roma (1949), Frankfurt (1955) y Oxford (1958). Bajo la dirección de Francisco Javier Conde García elaboró su tesis doctoral sobre el tema El historicismo jurídico en España (1700-1850)”, actualmente extraviada, subsistiendo el capítulo dedicado a "La historiografía constitucional de Sempere y Guarinos".  
En 1950 ganó las oposiciones al Cuerpo Técnico de la Administración Civil del Ministerio de Educación y Ciencia, siendo destinado primeramente a la Sección de Recursos y, a partir de 1952, a la jefatura del Servicio de Publicaciones, siendo Redactor-Jefe de la Revista de Educación y secretario del "Centro de Orientación Didáctica" hasta 1956. 
Tras haber sido ayudante de la cátedra de "Historia de las ideas y de las formas políticas", cuyo titular era el profesor Luis Díez del Corral, ayudante de "Derecho Político" en la cátedra de Francisco Javier Conde García, y profesor en el "Instituto de Estudios Políticos", ganó la cátedra de Derecho Político en la Universidad de Murcia a finales de 1957, en la que estuvo activo hasta su jubilación en 1989, siendo Profesor Emérito de dicha disciplina desde el curso 1989-1990 hasta su fallecimiento.
Ingresó en la Real Academia de Legislación y Jurisprudencia de Murcia el 16 de mayo de 1986 con el discurso de ingreso "Sobre la idea del Derecho en Federico de Castro", y en la Real Academia de Ciencias Morales y Políticas de Madrid el 18 de enero de 1994, con el discurso de ingreso sobre "Sabiduría y Ciencias del hombre". Fue profesor invitado por el Ministerio argentino de Asuntos Exteriores, dictando conferencias en Buenos Aires (Universidad del Salvador) y en las Universidades Nacionales de Córdoba y de Mendoza (1966).
Su obra más importante es El lugar de la Ciencia Política, Murcia, 1981, calificada por Federico de Castro como una aportación fundamental a la ciencia del Derecho y a la teoría política. El libro defiende el carácter “misivo” de la ciencia política, es decir, como ciencia dirigida a alguien y para algo, en contraste con la ciencia “pseudo pura” de la Political Science. Advierte sobre el peligro derivado de cualquier visión parcial y sobre la necesidad de una intensa formación histórica. Concluye que la doctrina política ha equivocado su camino con la jubilación del factor teleológico, siendo aconsejable regresar a un punto anterior a la escisión kantiana entre el ser y el deber ser. La figura del científico de la política tan sólo puede nacer hoy de una socrática reintegración del “teórico político” y del “educador político”.

## Obras
Libros:
- Los diálogos perdidos, Madrid, 1952.
- La Constitución española, Editora Nacional, Madrid, 1969.
- La sociedad y el Estado, Doncel, 1970.
- El lugar de la ciencia política, Universidad de Murcia, 1981.
- Sobre la idea de Derecho en Federico de Castro, Civitas, Madrid, 1986.
- Retorno de la Universidad a su esencia, Universidad de Murcia, 1994.
- El pensamiento español en el siglo XIX, Murcia, 2003.

Obra inédita:
- Historia y teoría de las formas políticas. Dactiloscrito.

Artículos:
- El derecho de sucesión real en España y el Principado de Asturias, RCDI, n.º 176, 1943.
- La historiografía constitucional de Sempere Guarinos, (Cap. I de su Tesis Doctoral),  Revista de Estudios Políticos, n.º 82, 1955.
- Las constantes de Donoso Cortés, Instituto de Estudios Políticos, Madrid, 1957.
- La representación pública en la actualidad, Murcia, 1965.
- Razones y límites de la democracia, Universidad de Murcia, 1965.
- Los precedentes del pensamiento español contemporáneo, Historia general de las literaturas hispánicas, VI, Barcelona, 1968.
- La potestad normativa de las Leyes fundamentales de España, Instituto de Estudios Políticos, Madrid, 1970.
- El Gobierno, entre el Jefe del Estado y las Cortes. Instituto de Estudios Políticos, Madrid, 1974.
- Las Leyes fundamentales como instrumento de pedagogía nacional, Madrid, 1974.
- Problemas generales del primer año de Derecho, Servicio de Publicaciones del Ministerio de Educación y Ciencia, 1978.
- En torno al “Discurso preliminar” de Argüelles y la nueva colección “Clásicos del constitucionalismo español”, Revista Española de Derecho Constitucional, mayo-agosto, 1982.
- Reflexiones y variaciones sobre textos de don Federico de Castro, Real Academia de Legislación y Jurisprudencia de Murcia, 1986.
- Orígenes religiosos del Estado moderno, Saber Leer, n.º 7, 1987.
- La virtud intelectual del “sentido histórico”, raíz común de la historia y de la sociología: identidad fundamental entre ambas ciencias, Universidad de Murcia, 1987-1988.
- El sentido de los estudios de Derecho, Universidad de Murcia, 1987-1988.
- El Estado y sus instituciones en las dos Españas durante la Guerra Civil, Anales de Historia Contemporánea, 1988-1989.
- Notas sobre el Derecho Constitucional como nuevo “Derecho Común”, Anuario de Derecho Constitucional y Parlamentario, n.º 1, Universidad de Murcia, 1989.
- Dos libros españoles sobre Montesquieu, Saber Leer, n.º 33, 1990.
- Ideologías políticas y arquetipos morales en nuestro tiempo, Homenaje a Juan Velarde Fuertes, Universidad Complutense, Madrid, 1992.
- Tomás de Aquino o la Universidad como forma de vida, Universidad de Murcia, 1993.
- Franco y su España, Torre de los Lujanes, 1/1993.
- Más allá de la izquierda, la derecha y el centro, Razón Española, n.º 65, 1994.
- Sabiduría y ciencias del hombre, Real Academia de Ciencias Morales y Políticas, 1995.
- Entrevista con Manuel Aragón Reyes, Anuario de Derecho Constitucional y Parlamentario, n.º 8, Universidad de Murcia, 1996.
- Pidal y la escuela histórica, Razón Española, n.º 110, 2001.